# Samatan
Samatan (en francès Samatan) és un municipi francès situat al departament del Gers i a la regió d'Occitània.

## Demografia
| 1962                                       | 1968  | 1975  | 1982  | 1990  | 1999  | 2006  |
| ------------------------------------------ | ----- | ----- | ----- | ----- | ----- | ----- |
| 1.910                                      | 1.934 | 1.840 | 1.831 | 1.716 | 1.832 | 2.130 |
| Des de 1962: població sense dobles comptes |       |       |       |       |       |       |

## Administració
| Període   | Identitat     | Partit |
| --------- | ------------- | ------ |
| 1988-1995 | Yves Chaze    | PS     |
| 1995-2008 | René Daubriac | PS     |
| 2008-     | Pierre Chaze  |        |

## Personatges il·lustres
- François de Belleforest, escriptor en francès (1530-1583)